# 誓行寺
誓行寺（せいぎょうじ）は福岡県久留米市にある浄土真宗東本願寺派の寺院。

## 概要
佐田某が1555年（弘治元年）に創建。1603年（慶長8年）に移転。1634年（寛永11年）に誓行寺と名乗る。
本堂は1884年（明治17年）再建。山門は1750年（寛延3年）再建。鐘楼は1758年（宝暦8年）再建。

## 所在地
〒830-0014　福岡県久留米市寺町15番地